# یوجین بولدن
یوجین بولدن (به انگلیسی: Eugene Bolden) (زادهٔ ۲۳ ژوئیهٔ ۱۸۹۹) شناگر اهل ایالات متحده آمریکا است.